# 国防軍勤続章
国防軍勤続章(こくぼうぐんきんぞくしょう、ドイツ語: Wehrmacht-Dienstauszeichnung)は、ナチス・ドイツの勲章。ドイツ国防軍の勤続年数に応じて、その栄誉を讃えるため1936年3月16日にアドルフ・ヒトラーによって制定された 。

## 概要
正式名称は勤続章(ドイツ語: Dienstauszeichnung)であり、リヒャルト・クラインによってデザインされた。授与対象となるのは、ドイツ国防軍三軍(陸軍、海軍、空軍)に所属している軍人である。勤続4年で四等、12年で三等、18年で二等、25年で一等、40年で特等国防軍勤続章が与えられることになっていた。
ドイツ国防軍自体は1935年から1945年までの10年間しか存在しなかったが、勤続の対象はドイツ帝国時代のドイツ帝国軍やヴァイマル共和政時代のヴァイマル共和国軍も含んでいたため、ドイツ帝国軍人として第一次世界大戦に従軍し、国防軍では将官であった者など一部の人物は特等国防軍勤続章を受章している。

## 他部門
国防軍以外でも、親衛隊には親衛隊勤続章 が、NSDAPにはNSDAP勤続章が、警察には警察勤続章
が設けられていた。